# Raúl Martínez Solares
Raúl Martínez Solares fue un director de fotografía mexicano (1908-1972). Comenzó su carrera durante la Época de Oro del cine mexicano. Su hermano fue el reconocido director de cine, Gilberto Martínez Solares, director de cabecera de «Tin Tán».

## Biografía
Se casó en los años 50 con la actriz mexicana Charito Granados con la que procreó 3 hijos.
Recibió el Premio Ariel en 1957 a mejor fotografía por la película Yambaó.

## Filmografía selecta
- El cobarde (1939)
- La monja alférez (1944)
- Bodas trágicas (1946)
- El socio (1946)
- El ladrón (1947)
- Una aventura en la noche (1948)
- Nocturno de amor (1948)
- El supersabio (1948)
- San Felipe de Jesús (1949)
- El mago (1949)
- La mujer del puerto (1949)
- Las dos huerfanitas (1950)
- Inmaculada (1950)
- Historia de un corazón (1951)
- El tigre enmascarado (1951)
- Dicen que soy comunista (1951)
- Cárcel de mujeres (1951)
- El bello durmiente (1952)
- Siete mujeres (1953)
- Gitana tenías que ser (1953)
- Tal para cual (1953)
- El vagabundo (1953)
- La ilusión viaja en tranvía (1954)
- Los bandidos de Río Frío (1956)
- Yambaó o Grito de los hechizados (1957)
- El renegado blanco (1960)
- Las rosas del milagro (1960)
- La hermana blanca (1960)
- La casa del terror (1960)
- Romance en Puerto Rico (1962)
- La loba (1965)
- El día de la boda (1967)
- La princesa hippie (1969)
- Santo y Blue Demon contra los monstruos (1969)
- Santo en la venganza de la momia (1971)